# Sexual Harassment
Sexual Harassment er et musikalbum fra det norske band Turbonegro. Det blev udgivet den 13. juni 2012.

## Spor
1. «I Got a Knife»
2. «Hello Darkness»
3. «Shake Your Shit Machine»
4. «TNA (The Nihilistic Army)»
5. «Mister Sister»
6. «Dude without a Face»
7. «Buried Alive»
8. «Tight Jeans, Loose Leash»
9. «Rise Below»
10. «You Give Me Worms»